# Francesc de Paula Borràs
Francesc de Paula Borràs i de Bofarull (Reus 1781 - segle XIX) va ser un comerciant i propietari català.
D'ideologia liberal, va ser un dels negociants més rics de Reus al tombar el segle xviii i iniciar-se el XIX. Fill d'una família de la burgesia comercial reusenca emparentada amb els Bofarull, va ser el més gran de tres germans. El segon va ser Josep Borràs, cònsol dels Estats Units a Barcelona i el petit, Bonaventura Borràs, monjo de Poblet i comerciant després a l'Uruguai. Es va casar amb Gertrudis Compte, filla de l'impressor Rafael Compte, i tenia una gran amistat amb el doctor Jaume Ardèvol, conegut liberal nascut a la Vilella Alta i instal·lat a Reus.
Contrari a la construcció del Canal de Reus a Salou que promocionaven alguns comerciants sota la direcció de Pere Sunyer, es va negar diverses vegades a pagar la contribució que la ciutat exigia, i el 1806 li van embargar dotze pipes de vi per deutes de drets a contribucions voluntàries destinades a l'obra del canal. Durant la Guerra del francès, va ser un dels homes bons que va evitar l'ocupació permanent de Reus per part dels francesos contribuint amb diners a les exigències dels ocupants. L'any 1807 el Teatre de les Comèdies de la vila, els beneficis del qual anaven destinats a l'Hospital de sant Joan, va ser arrendat a Josep Baiges, Francesc de Paula Borràs, Jaume Ardèvol, Pau Sardà i Pere Llobet, que no el van explotar directament sinó que el van subarrendar a Manuel Soriano, “autor y galán” d'una companyia còmica de Vilanova i la Geltrú. El 10 de setembre de 1810, va ser elegit juntament amb altres comerciants i prohoms de la ciutat, entre d'altres Josep Brocà i Jové, Josep Maria Sunyer, Pau Torroja, Pere Odena, Sebastià Torroja, Pau Sardà, Pau Juncosa, Josep de Gavaldà i Domingo Ferrer per a firmar un manifest general i “comprensivo” de tot l'esforç que havia fet Reus “en favor de la justa causa de nuestra independencia que gloriosamente defiende la Nación, desde el principio de las hostilidades hasta el día presente”. Van demanar autorització “para que se continúe el diario, á fin de que se sepa y haga notorio por todas partes el patriotismo y satisfacción de este vecindario”. Durant la Restauració absolutista va dedicar-se al comerç i als negocis familiars, però el 1820, amb el Trienni liberal, va tornar a incorporar-se a la vida política, assistint a la Tertúlia Patriòtica que es reunia dos cops per setmana al Teatre de les Comèdies. El 1823, a l'inici de la Dècada ominosa, va ser perseguit per les seves idees i empresonat durant un any. La seva família també va ser perseguida, i el seu germà Josep va haver d'exiliar-se. El 1828 va acollir a casa seva el seu germà Bonaventura quan va arribar a Barcelona portador d'una missió de les Províncies Unides del Riu de la Plata per al govern espanyol i les autoritats no li van acceptar les credencials que tenia. Va ajudar-lo en gestions davant del bisbe, però Bonaventura, en no ser escoltat, va tornar a marxar a Amèrica del Sud. Es desconeix la data de la mort de Francesc de Paula Borràs.